# Rapale
Rapale (en cors Rapale) és un municipi francès, situat a la regió de Còrsega, al departament d'Alta Còrsega. L'any 1999 tenia 131 habitants.

## Demografia
| 1962 | 1968 | 1975 | 1982 | 1990 | 1999 |
| ---- | ---- | ---- | ---- | ---- | ---- |
| 94   | 122  | 116  | 108  | 102  | 131  |

## Administració
| Període | Identitat                     | Partit | Qualitat |  |
| ------- | ----------------------------- | ------ | -------- |  |
| 2001-   | Jean-Claude Fondacci de Paoli |        |          |  |